# Sonja Deuter
Sonja Deuter (* 26. März 1959 in Kassel) ist eine Hamburger Politikerin der Grün-Alternativen Liste (GAL) und ehemaliges Mitglied der Hamburgischen Bürgerschaft.

## Leben und Beruf
Sonja Deuter lebt seit 1981 in Hamburg. Nach der Mittleren Reife folgte eine Ausbildung zur Reprofotografin. Nach einem Studium der Sozialwissenschaften auf dem zweiten Bildungsweg 1990 folgte die Anstellung als wissenschaftliche Referentin der Frauenfraktion der Grünen sowie bis einschließlich 1994 bei der späteren GAL-Fraktion für die Bereiche Frauen, behinderte Menschen, Kinder und Jugend. Danach schloss sie ein weiteres Studium zum Sozialmanagement ab und arbeitete in der Folge in einer Unternehmensberatung mit Schwerpunkt Existenzgründung und Innovation.
Daran schloss ihr politisches Mandat und Amt in der Hamburgischen Bürgerschaft an. Anschließend war sie 1. Vorsitzende des Verbandes Alleinerziehender Mütter und Väter (VAMV), Landesverband Hamburg e. V. und Geschäftsführung der Beratungsstelle.
Seither wirkt sie als Projektmanagerin und Projektentwicklerin für zahlreiche Initiativen in Hamburg. Seit 2010 berät und begleitet sie die Umstrukturierung des ehemaligen millionways e. V., Hamburg, in die heutige Stiftung millionways mit Sitz in Berlin, sowie der ehemaligen millionways UG in die heutige Aktiengesellschaft millionways AG, ebenfalls mit Sitz in Berlin. Heute wirkt sie u. a. für die Stiftung millionways als Projektentwicklerin für Projekte im Bereich Potenzialentfaltung, Talententwicklung und Fachkräftemangel. Von 2016 bis 2017 war sie im Gründungsvorstand der „Genossenschaft Hitzacker/Dorf eG“. Die Genossenschaft hat das Ziel, ein Dorf für 300 Menschen zu bauen: für junge Familien, für Zugereiste und Geflüchtete, fürs Älterwerden und so eine Perspektive für Leben und Arbeiten im ländlichen Raum zu schaffen.
Sonja Deuter ist Mutter von zwei Kindern.

## Politik
Sie war für die Grün-Alternative Liste (GAL) Mitglied der Hamburgischen Bürgerschaft in der 16. Wahlperiode von 1997 bis 2001. Für ihre Fraktion schaffte sie das Ressort Familienpolitik und fungierte als bundesweit erste familienpolitische Sprecherin einer Fraktion. In dieser Zeit hatte sie zugleich das Amt der Zweiten Vizepräsidentin der Bürgerschaft der Freien und Hansestadt Hamburg inne.
Während ihres politischen Wirkens und ihrer Mandatszeit setzte sie sich im Wesentlichen für die Verbesserung der Lebensbedingungen von Familien sowie für die Stärkung der Rechte von Familien, Frauen, Kindern und behinderten Menschen ein. In dieser Zeit war sie Mitglied im Ältestenrat, dem Gleichstellungsausschuss und dem Jugend- und Sportausschuss.
Kurz vor dem Ende der 16. Wahlperiode zog sie eine negative Bilanz über die Erfolge der Regierungsbeteiligung in der Koalition mit der SPD. Sie sagte: „Die grünen und roten Tiger, die vor der Wahl so unerschrocken gebrüllt hatten, landeten letztlich als zahme Bettvorleger vorm rot-grünen-Koalitionsbett.“ Daneben wendete sie sich klar gegen die neu gegründete Wählervereinigung Regenbogen – Für eine neue Linke, die für sie keine Alternative darstellte. Sie sagte, dass Politik „die immer nur dagegen ist, […] kein kreatives Gestalten zulässt.“ Später trat sie aus der GAL aus, weil die Partei immer mehr ihre eigentlichen Grundsätze, wie z. B. die Gewaltfreiheit, verraten hätte.